# Raffaele Ametrano
Raffaele Ametrano (ur. 15 lutego 1973 w Castellammare di Stabia) – włoski piłkarz, grający na pozycji obrońcy lub pomocnika, trener piłkarski.

## Kariera piłkarska

### Kariera klubowa
Wychowanek klubów Juve Stabia, Sessana i Napoli. W 1991 rozpoczął karierę piłkarską w drużynie Napoli, ale nie zagrał żadnej minuty w podstawowym składzie. W 1992 przeszedł do Ischia Isolaverde. W 1994 przeniósł się do Udinese. W latach 1996–2000 był zawodnikiem Juventusu, ale tylko jeden raz wyszedł w 1996 roku w koszulce klubu na oficjalny mecz mistrzostw. Przez większość czasu grał na wypożyczeniu w klubach Verona, Empoli, Genoa, Salernitana i Cagliari. W sezonie 2000/01 bronił barw Crotone, po czym wrócił na rok do Napoli. Potem występował w klubach Messina, Avellino i Potenza. W 2008 został piłkarzem Juve Stabia, w którym zakończył karierę piłkarską w roku 2010.

### Kariera reprezentacyjna
W latach 1994–1996 roku występował w młodzieżowej reprezentacji Włoch. Również bronił barw kadry olimpijskiej.

## Kariera trenerska
Po zakończeniu kariery piłkarza rozpoczął pracę trenerską w klubie Brindisi, pomagając głównemu trenerowi. Od 2014 do 2017 trenował drużyny juniorskie Udinese różnych kategorii wiekowych. W sezonie 2019/20 pracował jako asystent w Padovie.

## Sukcesy i odznaczenia

### Sukcesy międzynarodowe
Włochy U-21
- mistrz Europy U-21: 1996

### Sukcesy klubowe
Juventus
- zdobywca Pucharu Interkontynentalnego: 1996

Juve Stabia
- mistrz Lega Pro Seconda Divisione: 2009/10 (gr. C)